# أل ييتس
أل ييتس (بالإنجليزية: Al Yates)‏ هو لاعب كرة قاعدة أمريكي، ولد في 26 مايو 1945 في جيرسي سيتي في الولايات المتحدة، وتوفي في 23 نوفمبر 2007 في ميامي في الولايات المتحدة.

## وصلات خارجية
- أل ييتس على موقعبيزبول رفرنس.كوم (الدوري الرئيسي) (الإنجليزية)
- أل ييتس على موقعبيزبول رفرنس.كوم (الدوري الثانوي) (الإنجليزية)